# Castello di Colditz
Il castello di Colditz, situato a Colditz, fra tre grandi città della Germania quali Lipsia, Dresda e Chemnitz, fu costruito nel XII secolo e nel corso della storia è stato utilizzato in diversi modi.

## Storia

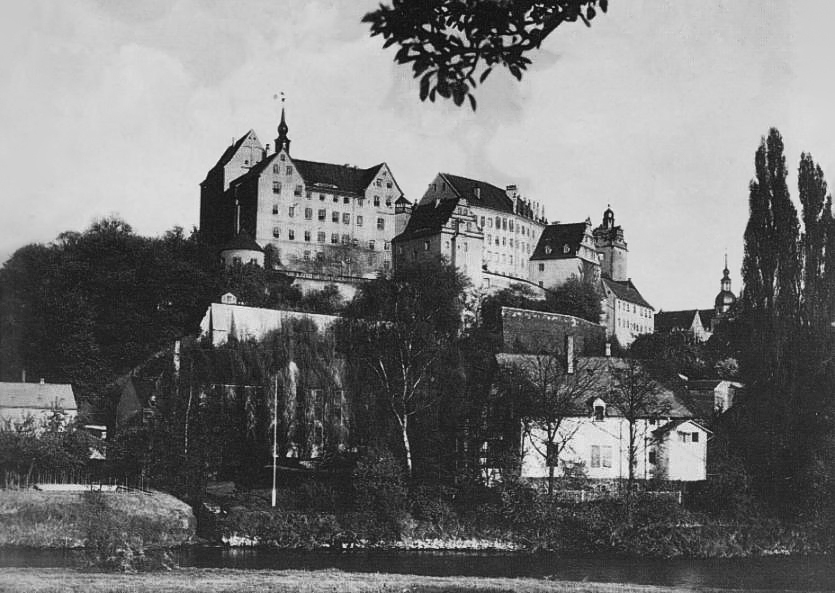
Foto del 1945 - US Military

Nel 1046 viene menzionato per la prima volta in un documento storico che attesta il passaggio della proprietà dall'imperatore Enrico III alla moglie. A partire dal 1158 inizia una controversia tra la famiglia Wettin e i Marchesi di Meissen. Saranno questi ultimi nel 1404 ad entrare in possesso del castello.
Successivamente gli hussiti, seguaci del riformatore Jan Hus, occupano Colditz e danno fuoco al castello che sarà poi ricostruito nel 1464 come residenza del principe elettore Ernesto di Sassonia. 

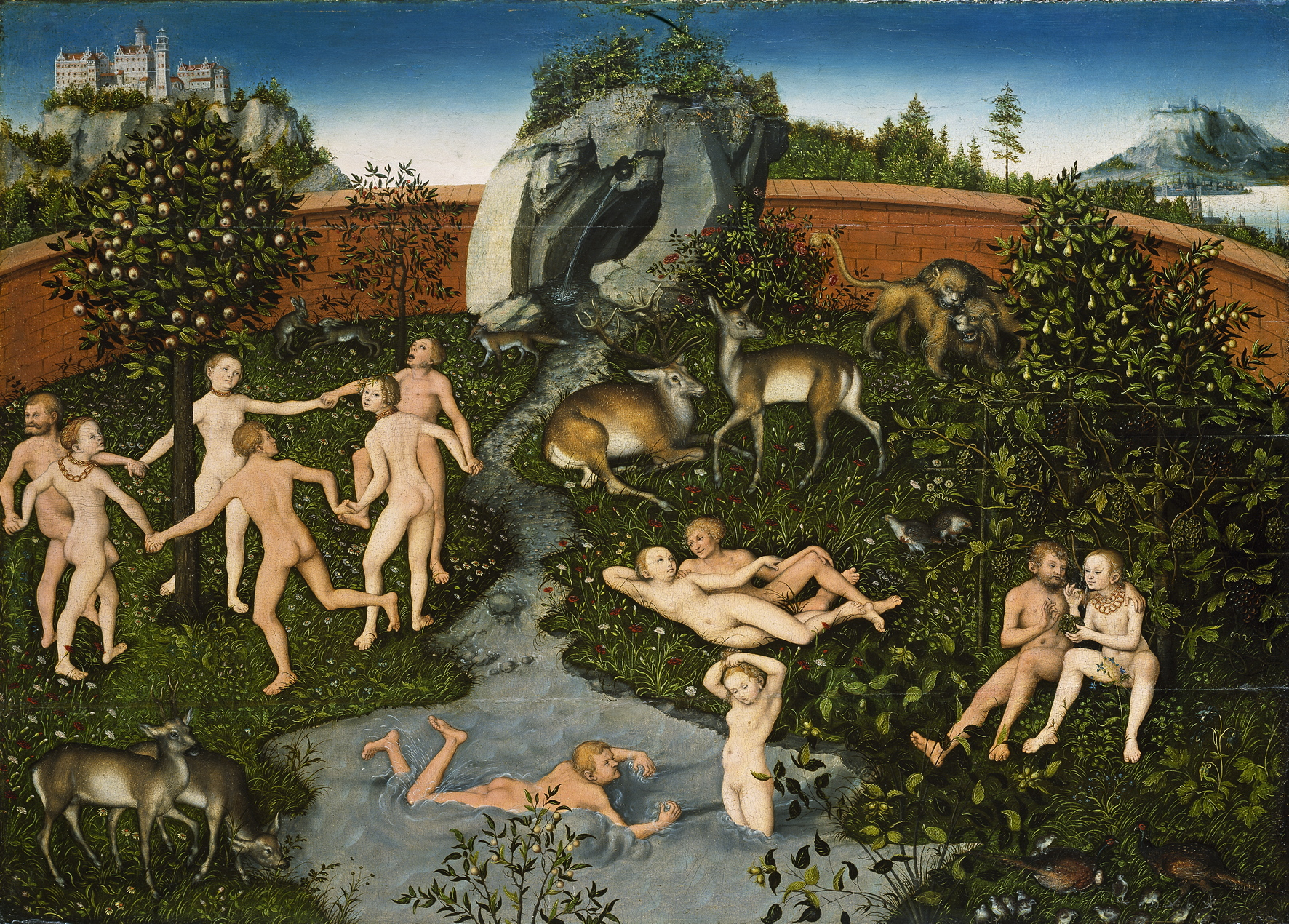
Lucas Cranach il Vecchio: L'età dell'oro - Galleria Nazionale di Oslo

Il castello ebbe il suo primo periodo di gloria fino al 1525 come castello di caccia sotto il principe elettore di Sassonia, Federico il Saggio. Con l'incendio della città del 1504, il castello era rimasto devastato e venne ricostruito in stile rinascimentale. Il famoso pittore di corte Lucas Cranach il Vecchio operò nel castello e nel 1523 lo utilizzò come sfondo al suo famoso dipinto Das Goldene Zeitalter (L'età dell'oro).
Nel 1566 il principe elettore di Sassonia Augusto I, fece effettuare ulteriori modifiche al castello, volendo egli stesso andarci ad abitare: tuttavia i lavori iniziarono solo nel 1582. Nel 1583 il pittore Lucas Cranach il Giovane fu a Colditz per "dipingere sei volte" uno dei grossi cinghiali abbattuti dal principe elettore.

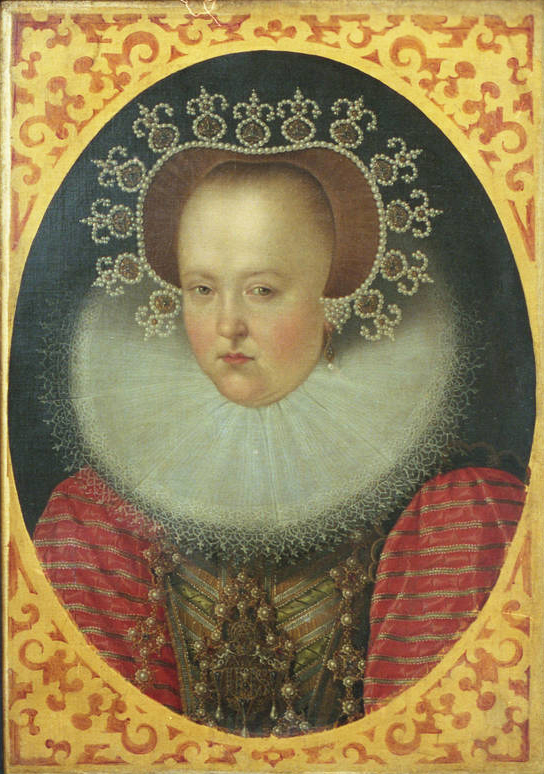
Sofia di Brandeburgo verso il 1582

Una seconda fioritura la visse il castello di Colditz sotto il principe sassone Cristiano I e la sua consorte Sofia di Brandeburgo.
Tra il 1587 e il 1590 lo zoo del castello fu notevolmente ampliato. Anche la zona del serraglio, posta direttamente sotto l'edificio del castello fu ampliata in un giardino terrazzato.
Dopo la morte del consorte la principessa Sofia stabilì la sua residenza vedovile dal 1602 al 1611 e seguì i lavori di ristrutturazione del castello. Al castello fu aggiunta ancora una vigna terrazzata, dotata di scale di accesso e grotte. Nel 1624 ebbe luogo l'ultimo ampliamento dello zoo di circa un terzo, verso est, ora a ridosso della località Zschirla.
Il re Augusto II di Polonia (e duca di Sassonia, nonché principe elettore) fu l'ultimo signore sassone che utilizzò il castello di Colditz con le sue attrezzature per la caccia. Nel 1787 l'intero arredamento del castello fu posto in vendita; nel 1800 la gran parte dello zoo fu trasformato in bosco di proprietà dello stato.
Nel 1800 il castello di Colditz viene trasformato dapprima in un ospizio per l'area intorno a Lipsia, tre anni più tardi diventa una casa di lavoro e nel 1829 viene stabilito nel castello uno dei primi manicomi psichiatrici in Germania, chiuso nel 1929.

## Il campo di prigionia
A partire dal 1939 sino al 1945 il castello di Colditz divenne un campo di prigionia per ufficiali alleati: britannici, francesi, olandesi e polacchi soprannominato Oflag IV C, un campo di massima sicurezza. In questo campo si verificarono numerosi tentativi di fuga, alcuni dei quali andati a buon fine.